# Meusnes
Meusnes ist eine französische Gemeinde mit 1.039 Einwohnern (Stand: 1. Januar 2022) im Département Loir-et-Cher in der Region Centre-Val de Loire. Sie gehört zum Arrondissement Romorantin-Lanthenay und zum Kanton Saint-Aignan.

## Geographie
Meusnes liegt etwa 39 Kilometer südsüdöstlich von Blois. Umgeben wird Meusnes von den Nachbargemeinden Châtillon-sur-Cher im Norden, Selles-sur-Cher im Nordosten, La Vernelle im Osten, Fontguenand im Südosten, Lye im Süden sowie Couffy im Westen.

## Bevölkerungsentwicklung
| Jahr                       | 1962 | 1968 | 1975 | 1982 | 1990 | 1999 | 2006 | 2017 |
| Einwohner                  | 965  | 987  | 937  | 1017 | 1009 | 945  | 1001 | 1097 |
| Quellen: Cassini und INSEE |      |      |      |      |      |      |      |      |

## Sehenswürdigkeiten

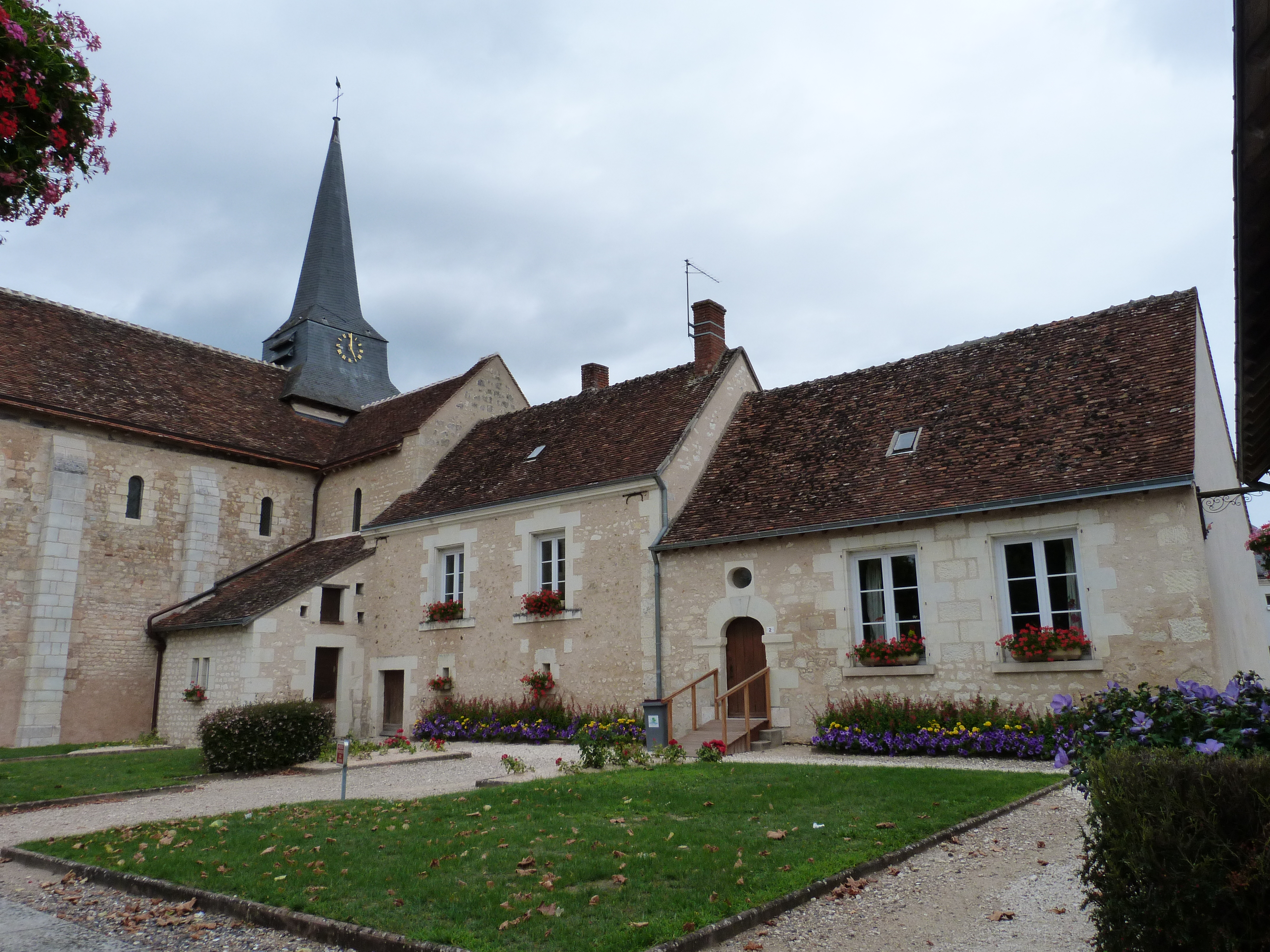
Kirche Saint-Pierre

- Kirche Saint-Pierre aus dem 12. Jahrhundert, Monument historique